# Alfabetos das línguas kikoongo, kimbundu, umbundu, cokwe, mbunda, oxikwanyama
Alfabetos das línguas kikoongo, kimbundu, umbundu, cokwe, mbunda, oxikwanyama (Alphabets des langues kikongo, kimbundu, oumboundou, tchokwé, mbunda et oshikwanyama en français) est un ensemble de règles orthographiques pour 6 langues nationales de l’Angola, publié en 1985 par l’Institut national des langues et approuvé, à titre expérimental, par le Conseil des ministres de l’Angola. Une version définitive est publiée en 1987.

## Règles

### Voyelles
| Voyelles      | Voyelles | Voyelles | Voyelles | Voyelles |
| ------------- | -------- | -------- | -------- | -------- |
| i             | i        |          | u        | u        |
| e             | e        |          | o        | o        |
|               |          | a        |          |          |
| Semi-voyelles |          |          |          |          |
| y             | y        |          | w        | w        |

Les lettres a, e, i, o et u sont utilisées pour transcrire les voyelles quelles représentent en phonétique, ou celles qui leur sont proches.

### Semi-voyelles
Les semi-voyelles sont notés avec l’Y et le W, au lieu de I et U, par exemple i + a s’écrit ya.

### Consonnes
Les consonnes sont représentées par des lettres simples ou par des digraphes.
|           | Bilabial | Bilabial | Labio- dental | Labio- dental | Alvéolaire | Alvéolaire | Post- alvéolaire | Post- alvéolaire | Palatal | Palatal | Vélaire | Vélaire | Laryngale | Laryngale | Labio- vélaire | Labio- vélaire |
| --------- | -------- | -------- | ------------- | ------------- | ---------- | ---------- | ---------------- | ---------------- | ------- | ------- | ------- | ------- | --------- | --------- | -------------- | -------------- |
| Nasale    | m        | m        |               |               | n          | n          |                  |                  | ny      | ny      | ñg      | ñg      |           |           |                |                |
| Occlusive | p        | b        |               |               | t          | d          |                  |                  |         |         | k       | g       |           |           | kp             | gb             |
| Fricative |          |          | f             | v             | s          | z          | x                | j                |         |         |         |         | h         | h         |                |                |
| Affriquée |          |          |               |               |            |            | c, ty            | dy               |         |         |         |         |           |           |                |                |
| Latérale  |          |          |               |               | l          | l          |                  |                  |         |         |         |         |           |           |                |                |
| Vibrante  |          |          |               |               | r          | r          |                  |                  |         |         |         |         |           |           |                |                |

L’aspiration est indiquée à l’aide de la lettre ‹ h ›, après la consonne qu’elle modifie, par exemple themba, « poisson » en tchokwe.